# ジュゼッペ・デ・ルカ
ジュゼッペ・デ・ルカ（Giuseppe De Luca, 1991年10月11日 - ）は、イタリア・ロンバルディア州アンジェーラ出身のサッカー選手。ヴィルトゥス・エンテッラ所属。ポジションはFW。
小柄ながら、その俊敏なプレーからZanzara（ザンザーラ＝蚊）の愛称を持つ。

## 経歴

### クラブ
地元のクラブであるASヴァレーゼ1910でキャリアをスタートさせ、2010-11シーズン（セリエB）にトップチームデビュー。2012年8月、アタランタBCへレンタル移籍。シーズン終了後、アタランタが保有権50％買取のオプションを行使し、クラブ残留が決まった。2014年7月、FCバーリ1908にレンタルで加入した。
2017年1月31日より半年間はヴィチェンツァ・カルチョでプレー。同年7月18日、ヴィルトゥス・エンテッラへシーズンローンとなることが発表された。

### 代表
U-20に続いて2012年にはU-21イタリア代表に選出される。

## タイトル
- トルネオ・ディ・ヴィアレッジョ得点王 : 2010-11（7得点）
- コッパ・イタリア得点王 : 2013-14（3得点）